# Ножные железы
Ножные железы — у моллюсков бывают разного рода: у Prosobranchia на переднем крае ноги (а иногда и у Opisthobranchia) имеется отверстие мешка, служащего резервуаром для одноклеточных окололежащих слизистых желез; на подошве ноги Prosohranchia имеется отверстие, ведущее тоже в полость, в которую отдают свой секрет одноклеточные железы; эта железа гомологична биссусовой железе Lamellibranchiata; у некоторых Opisthobranchia имеется железка на заднем крае ноги. Подошвенная железа у Janthina выделяет слизь, которая облекает пузырьки воздуха и из этих пузырьков образуется поплавок, при помощи которого моллюск держится на поверхности воды, и под который самка откладывает яйцевые коконы.